# Dea Matrona

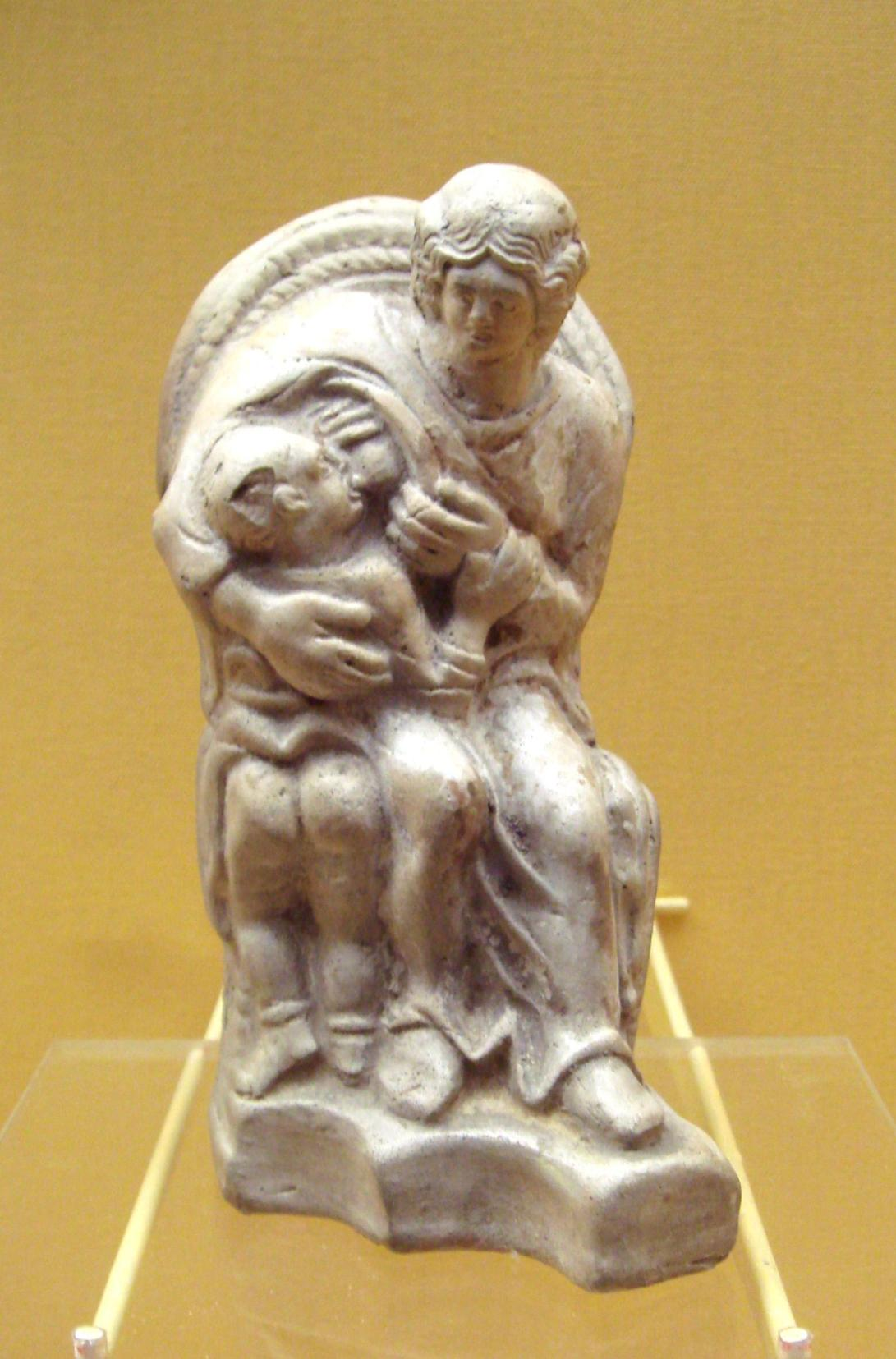
Escultura em pedra da deusa Matrona

Dea Matrona, na mitologia celta, era a deusa do rio Marna, na Gália. O teônimo gaulês Mātr-on-ā significa "grande mãe" e a deusa do Marna foi interpretada como deusa-mãe. Muitas imagens religiosas gaulesas - incluindo estátuas de terracota baratas produzidas em massa para uso em santuários domésticos - retratam deusas mães amamentando bebês ou segurando frutas, outros alimentos ou cachorros pequenos no colo. Em muitas áreas, tais Matronas foram representadas em grupos de três (ou às vezes dois).